# Того на летних Олимпийских играх 1992
Того принимала участие в Летних Олимпийских играх 1992 года в Барселоне (Испания) в четвёртый раз за свою историю, но не завоевала ни одной медали.